# Как убить соседскую собаку?
«Как убить соседскую собаку?» (англ. How to Kill Your Neighbor's Dog) — чёрная комедия с элементами драмы. Фильм участвовал в закрытии программы Торонтского кинофестиваля 2000 года и получил несколько призов.

## Сюжет
Питер Макгован раньше работал рыбаком, шахтёром, барменом и репортёром. Сейчас он известный драматург. Критики называют его «любимым ублюдком Америки». Он умён, остроумен, саркастичен, постоянно цитирует классиков. Однако несмотря на внешний успех в душе у него всё непросто.
Он не понимает свою жену. Она хочет детей, а он нет. Питера окружают странные, маргинальные люди. Работа в театре застопорилась. Его мучает бессонница. В один день этот замкнутый круг нарушает приезд соседей — молодой женщины Трины Уолш (которая любит пьесы Питера) и её маленькой дочки Эмми.
У другой соседской семьи есть собака, которая гавкает по ночам. Кроме того, в округе появляется человек, который утверждает что он Питер Макгован.

## Отзывы
Фильм получил смешанные оценки критики, от положительных до отрицательных.

## В ролях
| Актёр           | Роль                     |
| --------------- | ------------------------ |
| Кеннет Брана    | Питер Макгован           |
| Робин Райт      | Мелани Макгован          |
| Линн Редгрейв   | Эдна                     |
| Дэвид Крамхолц  | Брайан                   |
| Джонатон Шек    | Адам                     |
| Пери Гилпин     | Дебра                    |
| Джаред Харрис   | фальшивый Питер Макгован |
| Питер Риджерт   | Ларри                    |
| Кейтлин Хопкинс | Виктория                 |
| Люсинда Дженни  | Трина Уолш               |